# オーバーリーガ
オーバーリーガ（独: Fußball-Oberliga、複数形 Oberligen）は、ドイツサッカーの5部に相当するリーグの名称である。2008年に3. リーガ（3部）が設立される前は、4部リーグであった。ドイツ語のOberligaは英語における「プレミアリーグ」に相当するが、直訳としては「上位リーグ」となる。2011-12シーズン終了後、オーバーリーガのリーグ数は11から14に増加した。
オーバーリーガという用語は、1933年のガウリーガシステムの成立以前や、第二次世界大戦の終了後から1963年のブンデスリーガの設立までの間、ドイツにおけるトップリーグの名称としても使用されていた。1978年から1994年までは、アマターオーバーリーガ（Amateuroberliga、アマチュア・オーバーリーガ）が、3部リーグの名称として使用された。「オーバーリーガ」が現在のディビジョンを指すようになったのは1994年である。東ドイツでは、1948年から1990年まで別のリーグ構造を取っており、1部リーグはDDRオーバーリーガとして知られていた。

## ブンデスリーガ以前のオーバーリーガ

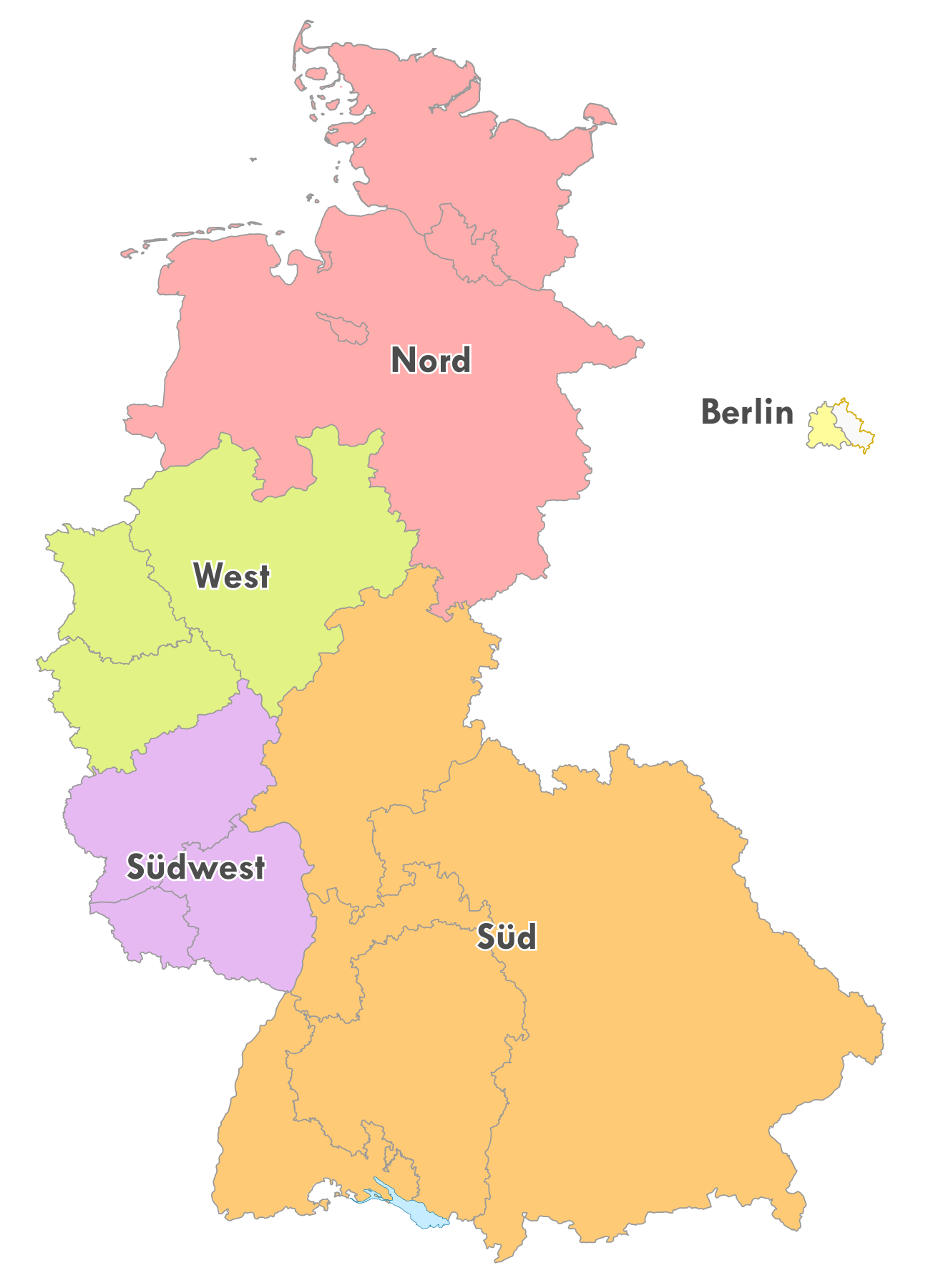
1963年時点での5つのオーバーリーガの地図。

第二次世界大戦の終了から1963年のブンデスリーガの形成までの間、5つの地域オーバーリーガが存在した。
- オーバーリーガ・ベルリン（ベルリン）
- オーバーリーガ・ノルト（北）
- オーバーリーガ・ヴェスト（西）
- オーバーリーガ・ズュートヴェスト（南西）
- オーバーリーガ・ズュート（南）

### ブンデスリーガ以前のオーバーリーガの優勝クラブ
| 年   | ノルト         | ヴェスト                 | ズュートヴェスト           | ズュート                       | ベルリン                           |
| ---- | -------------- | ------------------------ | -------------------------- | ------------------------------ | ---------------------------------- |
| 1946 | –              | –                        | 1.FCザールブリュッケン     | VfBシュトゥットガルト          | SGヴィルマースドルフ               |
| 1947 | –              | –                        | 1.FCカイザースラウテルン   | 1.FCニュルンベルク             | SGシャルロッテンブルク             |
| 1948 | ハンブルガーSV | ボルシア・ドルトムント   | 1.FCカイザースラウテルン   | 1.FCニュルンベルク             | ウニオン・オーバーシェーネヴァイデ |
| 1949 | ハンブルガーSV | ボルシア・ドルトムント   | 1.FCカイザースラウテルン   | キッカーズ・オッフェンバッハ   | ベルリナーSV 92                    |
| 1950 | ハンブルガーSV | ボルシア・ドルトムント   | 1.FCカイザースラウテルン   | SpVggフュルト                  | テニス・ボルシア・ベルリン         |
| 1951 | ハンブルガーSV | FCシャルケ04             | 1.FCカイザースラウテルン   | 1.FCニュルンベルク             | テニス・ボルシア・ベルリン         |
| 1952 | ハンブルガーSV | ロートヴァイス・エッセン | 1.FCザールブリュッケン     | VfBシュトゥットガルト          | テニス・ボルシア・ベルリン         |
| 1953 | ハンブルガーSV | ボルシア・ドルトムント   | 1.FCカイザースラウテルン   | アイントラハト・フランクフルト | SCウニオン06ベルリン               |
| 1954 | ハノーファー96 | 1.FCケルン               | 1.FCカイザースラウテルン   | VfBシュトゥットガルト          | ベルリナーSV 92                    |
| 1955 | ハンブルガーSV | ロートヴァイス・エッセン | 1.FCカイザースラウテルン   | キッカーズ・オッフェンバッハ   | BFCヴィクトリア1889                |
| 1956 | ハンブルガーSV | ボルシア・ドルトムント   | 1.FCカイザースラウテルン   | カールスルーエSC               | BFCヴィクトリア1889                |
| 1957 | ハンブルガーSV | ボルシア・ドルトムント   | 1.FCカイザースラウテルン   | 1.FCニュルンベルク             | ヘルタBSC                          |
| 1958 | ハンブルガーSV | シャルケ04               | FKピルマゼンス             | カールスルーエSC               | テニス・ボルシア・ベルリン         |
| 1959 | ハンブルガーSV | ヴェストファリア・ヘルネ | FKピルマゼンス             | アイントラハト・フランクフルト | SCタスマニア1900ベルリン           |
| 1960 | ハンブルガーSV | 1.FCケルン               | FKピルマゼンス             | カールスルーエSC               | SCタスマニア1900ベルリン           |
| 1961 | ハンブルガーSV | 1.FCケルン               | 1.FCザールブリュッケン     | 1.FCニュルンベルク             | ヘルタBSC                          |
| 1962 | ハンブルガーSV | 1.FCケルン               | ボルシア・ノインキルヒェン | 1.FCニュルンベルク             | SCタスマニア1900ベルリン           |
| 1963 | ハンブルガーSV | 1.FCケルン               | 1.FCカイザースラウテルン   | TSV1860ミュンヘン              | ヘルタBSC                          |

## 昇格
通常、オーバーリーガのチャンピオンは4部リーグであるレギオナルリーガ（地域リーグ）に昇格する。オーバーリーガ・ノルトオスト（北東）には2つのディビジョン（南および北）がある。
オーバーリーガのチャンピオンが、レギオナルリーガに既に在籍あるいはレギオナルリーガに降格するチームのBチームであった場合は、Bチームは昇格することができず、代わりに次点の下位チームが昇格する。

### オーバーリーガからブンデスリーガ2部への昇格
1974年から1994年まで、元々アマターリーガ1部と呼ばれていたオーバーリーガは、2つのブンデスリーガ2部（北部および南部）の1つ下の区分であった。元々、15のアマターリーガが存在したが、1978年に8つのオーバーリーガへと縮小された。1981年から、ブンデスリーガ2部は単一の全国リーグとなった。常に昇格枠を超えるオーバーリーガチャンピオンが存在したため、これらのクラブは昇格プレーオフを戦わなければならなかった。

## オーバーリーガの小史
2012-13シーズンから、オーバーリーガのレベルには14のリーグが存在する。

### オーバーリーガ・バーデン＝ヴュルテンベルク
オーバーリーガ・バーデン＝ヴュルテンベルクは、バーデン＝ヴュルテンベルク州の3部リーグとして1978年に設立された。以前は、バーデン＝ヴュルテンベルク州のクラブは4つのアマチュアリーグ、ノルトヴュルテンベルク、シュワルツワルト＝ボーデンゼー、ノルトバーデン、ズュートバーデンに分かれていた。これらのうちノルトヴュルテンベルクとシュワルツワルト＝ボーデンゼーの2つが統合され、フェアバンツリーガ・ヴュルテンベルクが設立された。
オーバーリーガ・バーデン＝ヴュルテンベルクの下部リーグ
- フェアバンツリーガ・ノルトバーデン
- フェアバンツリーガ・ズュートバーデン
- フェアバンツリーガ・ヴュルテンベルク

### フースバル=バイエルンリーガ
サッカー・バイエルンリーガは1945年に作られた。1946-47、1947-48、そして1953-54から1962-63シーズンは、北部ならびに南部ディビジョンに分割されていた。1963年から2012年は、単一リーグで行われた。2012年からは再び北部および南部ディビジョンに分かれている。
バイエルンリーガの下部リーグ
- ランデスリーガ・バイエルン＝ノルトオスト
- ランデスリーガ・バイエルン＝ノルトヴェスト
- ランデスリーガ・バイエルン＝ミッテ
- ランデスリーガ・バイエルン＝ズュートオスト
- ランデスリーガ・バイエルン＝ズュートヴェスト

### ブレーメン=リーガ
ブレーメン=リーガは2008年に設立された。
ブレーメン=リーガの下部リーグ
- ランデスリーガ・ブレーメン

### オーバーリーガ・ハンブルク
オーバーリーガ・ハンブルクは2008年に設立された。
オーバーリーガ・ハンブルクの下部リーグ
- ランデスリーガ・ハンブルク＝ハンモニア
- ランデスリーガ・ハンブルク＝ハンザ

### ヘッセンリーガ
ヘッセンリーガは1945年に作られた。初めの2シーズン1945/46および1946/47は、東と西の2つのディビジョンに分かれていた。以後は、単一のリーグとなっており、この形式で継続して運営されている最も古いオーバーリーガである。
ヘッセンリーガの下部リーグ
- フェアバンツリーガ・ヘッセン＝ノルト
- フェアバンツリーガ・ヘッセン＝ミッテ
- フェアバンツリーガ・ヘッセン＝ズュート

### オーバーリーガ・ミッテルライン
オーバーリーガ・ミッテルラインは、NRWリーガの解散後、2012年にオーバーリーガの地位に上がった。
オーバーリーガ・ミッテルラインの下部リーグ
- ランデスリーガ・ミッテルライン・スタッフェル1
- ランデスリーガ・ミッテルライン・スタッフェル2

### オーバーリーガ・ニーダーライン
オーバーリーガ・ニーダーラインは、NRWリーガの解散後、2012年にオーバーリーガの地位に上がった。
オーバーリーガ・ニーダーラインの下部リーグ
- ランデスリーガ・ニーダーライン・グルッペ1
- ランデスリーガ・ニーダーライン・グルッペ2
- ランデスリーガ・ニーダーライン・グルッペ3

### オーバーリーガ・ニーダーザクセン
オーバーリーガ・ニーダーザクセンは2008年に設立され、当初は2つの地域ディビジョンに分かれていたが、2010年に単一のディビジョンとなった。
オーバーリーガ・ニーダーザクセンの下部リーグ
- ランデスリーガ・ハノーファー
- ランデスリーガ・ヴェーザー＝エムス
- ランデスリーガ・ラウンシュヴァイク
- ランデスリーガ・リューネブルク

### NOFV＝オーバーリーガ
NOFV＝オーバーリーガはドイツ再統一後の1991年に設立された。以前の東ドイツおよびベルリン市を範囲とする。当初は3つのディビジョンに分かれていたが、1994年にNOFV＝オーバーリーガ・ミッテが終わり、クラブは他2つのディビジョン（NOFV＝オーバーリーガ・ノルトおよびNOFV＝オーバーリーガ・ズュート）に分かれた。
NOFV＝オーバーリーガの下部リーグ
- ベルリン=リーガ
- ブランデンブルク=リーガ
- フェアバンツリーガ・メクレンブルク＝フォアポンメルン
- ザクセンリーガ
- フェアバンツリーガ・ザクセン=アンハルト
- テューリンゲンリーガ

参加チームは地理的要求に基づいて北部および南部ディビジョンに再分配される。可能であれば、ベルリン、ブランデンブルク、メクレンブルク＝フォアポンメルンのチームは北部ディビジョンに、ザクセン、ザクセン=アンハルト、テューリンゲンのチームは南部ディビジョンに昇格する。

### シュレースヴィヒ＝ホルシュタイン＝リーガ
シュレースヴィヒ＝ホルシュタイン＝リーガは2008年に設立された。
シュレースヴィヒ＝ホルシュタイン＝リーガの下部リーグ
- フェアバンツリーガ・シュレースヴィヒ＝ホルシュタイン＝ノルト＝ヴェスト
- フェアバンツリーガ・シュレースヴィヒ＝ホルシュタイン＝ノルト＝オスト
- フェアバンツリーガ・シュレースヴィヒ＝ホルシュタイン＝ズュート＝ヴェスト
- フェアバンツリーガ・シュレースヴィヒ＝ホルシュタイン＝ズュート＝オスト

### オーバーリーガ・ラインラント＝プファルツ/ザール
オーバーリーガ・ラインラント＝プファルツ/ザールは、ザールラント州およびラインラント＝プファルツ州の単一3部リーグとして1978年に設立され、2012年まではオーバーリーガ・ズュートヴェストという名称だった。以前は、このオーバーリーガを構成するクラブは3つの異なるリーグ（アマターリーガのズュートヴェスト、ザールラント、ラインラント）でプレーしていた。
オーバーリーガ・ラインラント＝プファルツ/ザールの下部リーグ
- フェアバンツリーガ・ズュートヴェスト
- ザールラントリーガ
- ラインラントリーガ

### オーバーリーガ・ヴェストファーレン
オーバーリーガ・ヴェストファーレンは、ヴェストファーレン地域のディビジョンとして1978年に形成された。2008年にNRWリーガの設立により停止したが、2012年に再設置された。
オーバーリーガ・ヴェストファーレンの下部リーグ
- ヴェストファーレン・スタッフェル1
- ヴェストファーレン・スタッフェル2

## 廃止されたオーバーリーガ
アマター＝オーバーリーガ・ベルリン
1974年設立。レギオナルリーガ・ベルリンが終了した際に大多数のクラブが参加した。1991年のドイツ再統一後、オーバーリーガ・ベルリンは終了し、クラブはNOFV＝オーバーリーガ・ノルトとNOFV＝オーバーリーガ・ミッテに分かれた。現在のベルリンにおける最上位リーグはベルリン＝リーガである。
NOFVオーバーリーガ・ミッテ
1991年のドイツ再統一から1994年まで存在した。クラブはNOFV＝オーバーリーガ・ノルトあるいはNOFV＝オーバーリーガ・ズュートに移った。
オーバーリーガ・ニーダーザクセン/ブレーメン
1994年から2004年までオーバーリーガ・ノルトの代わりに存在した。オーバーリーガ・ノルトが再設立されると終了した。
オーバーリーガ・ハンブルク/シュレースヴィヒ＝ホルシュタイン
1994年から2004年までオーバーリーガ・ノルトの代わりに存在した。オーバーリーガ・ノルトが再設立されると終了した。
オーバーリーガ・ノルトライン
1978年にフェルバンツリーガ・ニーダーラインおよびフェルバンツリーガ・ミッテルラインのトップアマチュアクラブのために設立された。2008年にオーバーリーガ・ヴェストファーレンと合併し、NRWリーガとなった。
NRWリーガ
2008年から2012年まで存在した。
オーバーリーガ・ノルト
1974年に、ニーダーザクセン州、シュレースヴィヒ＝ホルシュタイン州、ハンブルク州、ブレーメン州における最上位リーグとして形成された。1994年にレギオナルリーガ・ノルトが再設立された際に活動を停止し、オーバーリーガ・ハンブルク/シュレースヴィヒ＝ホルシュタインとオーバーリーガ・ニーダーザクセン/ブレーメンに取って代わられた。2004年にこの2つのリーグを再統合してオーバーリーガ・ノルトが再設立されたが、これも2008年の3. リーガの設立によって終了した。